# (11089) 1994 CS8
A (11089) 1994 CS8 egy a Naprendszerben található aszteroida. A kisbolygó a Jupiter pályáján keringő Trójai csoport tagja. Orlando Antonio Naranjo Villarroel fedezte fel 1994. február 8-án.

## Kapcsolódó szócikk
- Kisbolygók listája (11001–11500)